# Rondibilis
Rondibilis es un género de escarabajos longicornios de la tribu Acanthocinini.

## Especies
- Rondibilis albonotata (Pic, 1922)
- Rondibilis albovittipennis (Breuning, 1956)
- Rondibilis amanoi (Hayashi, 1961)
- Rondibilis andamana Breuning, 1957
- Rondibilis barwayensis (Breuning, 1958)
- Rondibilis bastiana Breuning, 1961
- Rondibilis binhana (Pic, 1926)
- Rondibilis birmana (Breuning, 1956)
- Rondibilis bispinosa Thomson, 1857
- Rondibilis bispinosoides Hubweber, 2010
- Rondibilis blotei (Breuning, 1957)
- Rondibilis cambodjensis (Breuning, 1958)
- Rondibilis celebica (Breuning, 1957)
- Rondibilis chengtuensis Gressitt, 1942
- Rondibilis clermonti (Pic, 1927)
- Rondibilis coreana (Breuning, 1974)
- Rondibilis dohertyi (Breuning, 1958)
- Rondibilis elongata Hayashi, 1963
- Rondibilis elongata minor (Breuning & Ohbayashi, 1964)
- Rondibilis femorata Gressitt, 1938
- Rondibilis grisescens (Pic, 1936)
- Rondibilis horiensis hongshana Gressitt, 1937
- Rondibilis horiensis Kano, 1933
- Rondibilis insularis (Hayashi, 1962)
- Rondibilis japonica Hayashi, 1968
- Rondibilis jeanvoinei (Pic, 1927)
- Rondibilis kuluensis (Breuning, 1958)
- Rondibilis laosica (Breuning, 1965)
- Rondibilis lateralis Aurivillius, 1922
- Rondibilis lineata (Aurivillius, 1927)
- Rondibilis lineaticollis (Pic, 1922)
- Rondibilis microdentata (Gressitt, 1942)
- Rondibilis mindanaonis (Breuning, 1956)
- Rondibilis multimaculata (Pic, 1936)
- Rondibilis octomaculata Aurivillius, 1922
- Rondibilis paralaosica (Breuning, 1968)
- Rondibilis paralineaticollis Breuning, 1968
- Rondibilis parcesetosa Gressitt, 1939
- Rondibilis parvula Heller, 1923
- Rondibilis pascoei (Thomson, 1868)
- Rondibilis perakensis (Breuning, 1958)
- Rondibilis phontionensis (Breuning, 1968)
- Rondibilis plagiata Gahan, 1894
- Rondibilis quadrinotata (Pic, 1925)
- Rondibilis robusta (Pic, 1925)
- Rondibilis rondoni (Breuning, 1965)
- Rondibilis rufipes Vives, 2022
- Rondibilis saperdina (Bates, 1884)
- Rondibilis schabliovskyi (Tsherepanov, 1982)
- Rondibilis semielongata Hayashi, 1974
- Rondibilis shibatai (Hayashi, 1974)
- Rondibilis sikkimensis (Breuning, 1961)
- Rondibilis similis Gahan, 1907
- Rondibilis simillima Holzschuh, 2003
- Rondibilis slocumi (Gressitt, 1942)
- Rondibilis spinosula (Pascoe, 1860)
- Rondibilis spinosula javanica Breuning, 1967
- Rondibilis subquadrinotata Huang & Vitali, 2015
- Rondibilis subundulata (Breuning, 1958)
- Rondibilis sumatrana Breuning, 1956
- Rondibilis szetschuanica (Breuning, 1963)
- Rondibilis taiwana (Hayashi, 1974)
- Rondibilis undulata (Pic, 1922)
- Rondibilis vittata Gahan, 1894
- Rondibilis vitticollis (Breuning, 1965)
- Rondibilis yunnana (Breuning, 1957)